# Macclenny
Macclenny är en stad (city) i Baker County, i delstaten Florida, USA. Enligt United States Census Bureau har staden en folkmängd på 6 382 invånare (2011) och en landarea på 12,3 km². Macclenny är huvudort i Baker County.

## Kända personer från Macclenny
- Mike Boone, utövare av amerikansk fotboll